# Škoda 706 RTO-K
Škoda 706 RTO-K je model československého kloubového (článkového) autobusu, který byl vyroben v jednom exempláři národním podnikem Karosa Vysoké Mýto v roce 1960 (označení Škoda pochází od výrobce motoru). Vůz byl odvozen ze známého standardního autobusu Škoda 706 RTO.

## Konstrukce
706 RTO-K je třínápravový dvoučlánkový autobus se střední hnací nápravou. Přední část byla téměř shodná s vozy 706 RTO, zadní také vycházela z tohoto typu, byla ale upravena. V každém článku měl vůz jedny čtyřkřídlé skládací dveře, pro řidiče byla navíc určena malá dvířka v levé bočnici, která vedla přímo na jeho stanoviště. V interiéru byly sedačky pro cestující uspořádány v rozmístění 2+2 se střední uličkou.
Autobus 706 RTO-K měl také jednu zvláštnost, každá náprava byla jinak odpružená. Přední náprava měla vypružení pomocí listových pružin, střední náprava pomocí pneumatického odpružení, zadní náprava a krycí měchy pomocí pneumatického odpružení membránou.

## Provoz
V roce 1960 byl vyroben jediný prototyp (první československý kloubový autobus), sériová výroba tohoto typu ale nikdy zahájena nebyla. Prototyp byl od roku 1961 ve zkušební provozu u ČSAD Praha, který ho nasazoval na příměstské (např. Praha – Horní Počernice) i dálkové (např. Praha – Pec pod Sněžkou) linky. Ve zkušebním provozu s cestujícími se autobus osvědčil, jediné výtky od řidičů se týkaly slabého motoru, který měl problémy v případě, když byl vůz plně obsazen. V roce 1966 byl zřejmě předán podniku Chirana Brno, který ho v roce 1969 sešrotoval.
Po neúspěchu výroby kloubových „erťáků“ v ČSSR se začaly v hojném počtu vyrábět v Polsku (podobně jako standardní vozy 706 RTO). Zde byly vyráběny nejprve jako Jelcz AP 02 (o kousek delší než 706 RTO-K) a poté ve verzi Jelcz AP 021 (o něco kratší než 706 RTO-K) až do roku 1975. Nejednalo se o licenční výrobu, ale vlastní vývoj Poláků.

## Replika
Od roku 2010 byla v areálu Dopravní společnosti Zlín-Otrokovice stavěna pro soukromého sběratele replika autobusu Škoda 706 RTO-K. Dokončená byla veřejnosti premiérově představena v roce 2013.